# Aldea del Rey
Aldea del Rey è un comune spagnolo di 1 598 abitanti (2021) situato nella comunità autonoma di Castiglia-La Mancia. Nei pressi sorge la Calatrava la Nueva.